# Таршин Надія Павлівна
Надія Павлівна Таршин (до шлюбу — Галайко; нар. 20 травня 1949, с. Сморжів, нині Рівненського р-ну Рівненської області) — українська поетеса, авторка чотирьох поетичних збірок. Почесний громадянин Слобожанської селищної територіальної громади.

## Життєпис
Народилася 20 травня 1949 року в селянській родині. За її спогадами: 
| Маму вагітну мною на 6-му місяці силоміць примусили написати заяву про вступ до колгоспу (в одну руку дали ручку, а другу вставили у одвірок і почали притискати). Мабуть тоді в утробі матері і поселився у моїй душі протест проти всякого насильства. | Батько помер у 1965 році.
У 1966 році закінчила Клеванську середню школу № 1. Після школи на заводі вантажила вагони. У 1972 році закінчила Український інститут інженерів водного господарства за спеціальністю: «Гідромеліорація». 
Працювала у будівельних організаціях тресту «Дніпроводбуд» майстринею, інженеркою, начальницею виробничо-технічного відділу, пізніше у корпорації «Агро-Союз», в кінці 1990-х років — головною інженеркою районного ЖЕКу. У 2010-2011 роках, перебуваючи на пенсії, працювала сторожем у дитячому садочку.
У 1999 році з друзями-однодумцями заснувала ансамбль української пісні «Чорнобривці» при Дніпропетровському районному будинку культури, де співала разом з чоловіком протягом дев'яти років. Здобули звання народного та двічі його підтвердили.
Надія Таршин була активною учасницею [[Революція гідності[|Революції Гідності]] в Дніпрі та в Києві. У Дніпрі на Майдані стала одним із ініціаторів створення Громадської організації «Патріотичне об'єднання «Оріяна», була обрана її головою. З початку війни на Донбасі члени громадської організації стали волонтерами й допомагають фронту.

## Родина
У 1979 році одружилася з Миколою Таршиним, в цьому ж році народила первістка — Олександра, а за шість років — Олексія. Має онука.

## Творчість
Протягом 1999-2021 років вийшли наступні збірки поезій Н. Таршин:
- Дзвони: поезії. — Дніпро: Поліграфіст, 1999. — 34 с. — ISBN 966-7480-81-7.
- Шепіт землі: поезії. — Дніпро: Поліграфіст, 2002. — 64 с. — ISBN 966-684-020-0.
- Гомін: поезії. — Дніпро: Ліра, 2009. — 120 с. — ISBN 978-966-383-209-8.
- Відлуння: поезії. — Дніпро: Ліра, 2012. — 87 с. — ISBN 978-966-383-375-0.
- Ключ від неба: поезії. — Дніпро, 2014.
- Лінія розмежування: громад. лірика. — Дніпро: Ліра, 2017. — 129 с. — ISBN 978-966-383-898-4.
- Краплина добра: волонтерська хроніка (з 2014 р. по 2021 р.). — Дніпро: Ліра, 2021. — 180 с. — ISBN 978-966-981-539-2.

Багато віршів написала про УПА, адже по лінії матері і батька сестри і брати були членами УПА. Батько воював у лавах Радянської армії у 1941-1946 роках. Закінчив війну у Берліні, а його сестер — Надію, Таню ув'язнили, а його маму, її бабусю, у віці 72 роки та середущу сестру Марію — вивезли до Сибіру. Одну з сестер — Надію закатували енкеведисти. Названа у її пам'ять Надією. По маминій лінії брат Перцов Володимир і сестра Марія були членами УПА. Володимир загинув, а Марію бабуся вивезла у сусідню Волинську область і так врятувала дітей.
Вірші Надії Таршин увійшли до збірки «Материнська молитва. Українки — героям Майдану» (2014). 

## Нагороди, звання
За свою діяльність Надія Таршин нагороджена:
- Відзнакою Президента України «За гуманітарну участь в антитерористичній операції»;
- Медаллю «Українська берегиня» від Православної церкви України;
- Медаллю «З Україною в серці за безкорисне служіння Батьківщині» від Всеукраїнського об'єднання учасників бойових дій;
- Нагрудним знаком «Волонтер України» від 28-ї окремої механізованої бригади імені Лицарів Зимового Походу;
- Пам'ятним знаком «Патріотка України» від воїнів 30-ї окремої механізованої бригади імені Князя Острозького;
- Почесною грамотою від командування 54-го окремого розвідувального батальйону;
- Грамоти, подяки від командування 93-ої окремої механізованої бригади «Холодний Яр», 30-ї окремої механізованої бригади імені Князя Острозького, 28-ї окремої механізованої бригади імені Лицарів Зимового Походу, 54-го розвідувального батальйону, 74-го окремого розвідувального батальйону, 3-го окремого батальйону УДА «Волинь».
- Тричі нагороджували подяками у м. Києві на фестивалі Воля Громади «Червона доріжка гідності» в номінації «Натхнення Майдану» та «Воїн Світла».

Рішенням депутатів VII скликання Слобожанської селищної ради від 20 серпня 2020 року № 2771-48/VІ «Про присвоєння звання «Почесний громадянин Слобожанської селищної територіальної громади» у 2020 році, Надії Таршин було присвоєно звання «Почесний громадянин Слобожанської селищної територіальної громади».